# Austronesian Formal Linguistics Association
L’Austronesian Formal Linguistics Association (AFLA) est une société savante qui fournit des forums et des recherches collaboratifs sur les langues austronésiennes. Elle a été fondée en 1994 à l'université de Toronto, par Anna Maclachlan, Diane Massam (en), Richard McGinn, Barry Miller et Lisa Travis et elle est désormais administrée par l'Université de l'Ontario occidental. L'association organise une conférence annuelle, la plus récente étant AFLA XVII (mai 2010), hôte de Stony Brook University. AFLA XVI (mai 2009) était organisée par l'université de Californie à Santa Cruz. Celle d'AFLA XV (2008) l'était par l'université de Sydney dans le cadre de Lingfest, pour célébrer l'Année internationale des langues (IYL).